# Cooktown
Cooktown is de noordelijkste plaats aan de oostkust van Australië, in de deelstaat Queensland, aan de monding van de rivier Endeavour. Er wonen ca. 1600 mensen in Cooktown. 
In de Aboriginals-taal Guugu Yimithirr heet de plaats Gan.gaarr. 
Dit betekent ‘plaats van de steenkristallen’. Deze stenen worden door de Aboriginals gebruikt tijdens ceremonies en worden verder door het land verhandeld. 

## Geschiedenis
In 1770 kwam het schip de HMS Endeavour aan land, op zoek naar een veilige haven nadat het zwaar beschadigd was. Het schip was vastgelopen op een rif. James Cook bleef samen met zijn bemanning zeven weken aan land om het schip te repareren en voedsel te verkrijgen. Ook werden veel nieuwe plantensoorten gevonden en beschreven, en werd de kangoeroe voor het eerst door een Europeaan beschreven.
De volgende expeditie naar dit gebied was rond 1820. 50 jaar later werd er goud ontdekt in de buurt van Cooktown. Dit zorgde voor een goudkoorts die vele mensen naar de Endeavour-rivier bracht. Hier ontstond een nieuwe haven op de zuidelijke oever van de Endeavour. Cooktown was een feit. 
Sinds de expeditie van James Cook is er veel interesse voor de aanwezigheid van een grote diversiteit aan flora en fauna in en rond de stad. Cooktown is een vaak bezochte plaats voor toeristen vanwege het Groot Barrièrerif en het Nationaal park Lakefield, en voor het vissen.

## Geboren
- Noel Pearson (1965), jurist, historicus en mensenrechtenverdediger